# NGC 2917
NGC 2917 (другие обозначения — UGC 5098, MCG 0-25-2, ZWG 7.3, PGC 27207) — линзовидная галактика в созвездии Гидры.
Этот объект входит в число перечисленных в оригинальной редакции «Нового общего каталога».